# Florange
Florange (deutsch Flörchingen) ist eine französische Gemeinde mit 11.891 Einwohnern (Stand: 1. Januar 2022) im Département Moselle in der Region Grand Est (bis 2015 Lothringen).
Die Einwohner nennen sich Florangeois.

## Geographie
Die Gemeinde liegt an der Fensch, etwa sechs Kilometer südwestlich von Thionville (deutsch Diedenhofen).
Florange besteht aus mehreren Bezirken: Bétange, Ébange, Maisons-Neuves, Daspich, Oury, Epona, Castors, Carolingiens, Sainte-Agathe, Centrale, Vieux Florange, Fillod, Millénaire und dem Gare-Viertel.

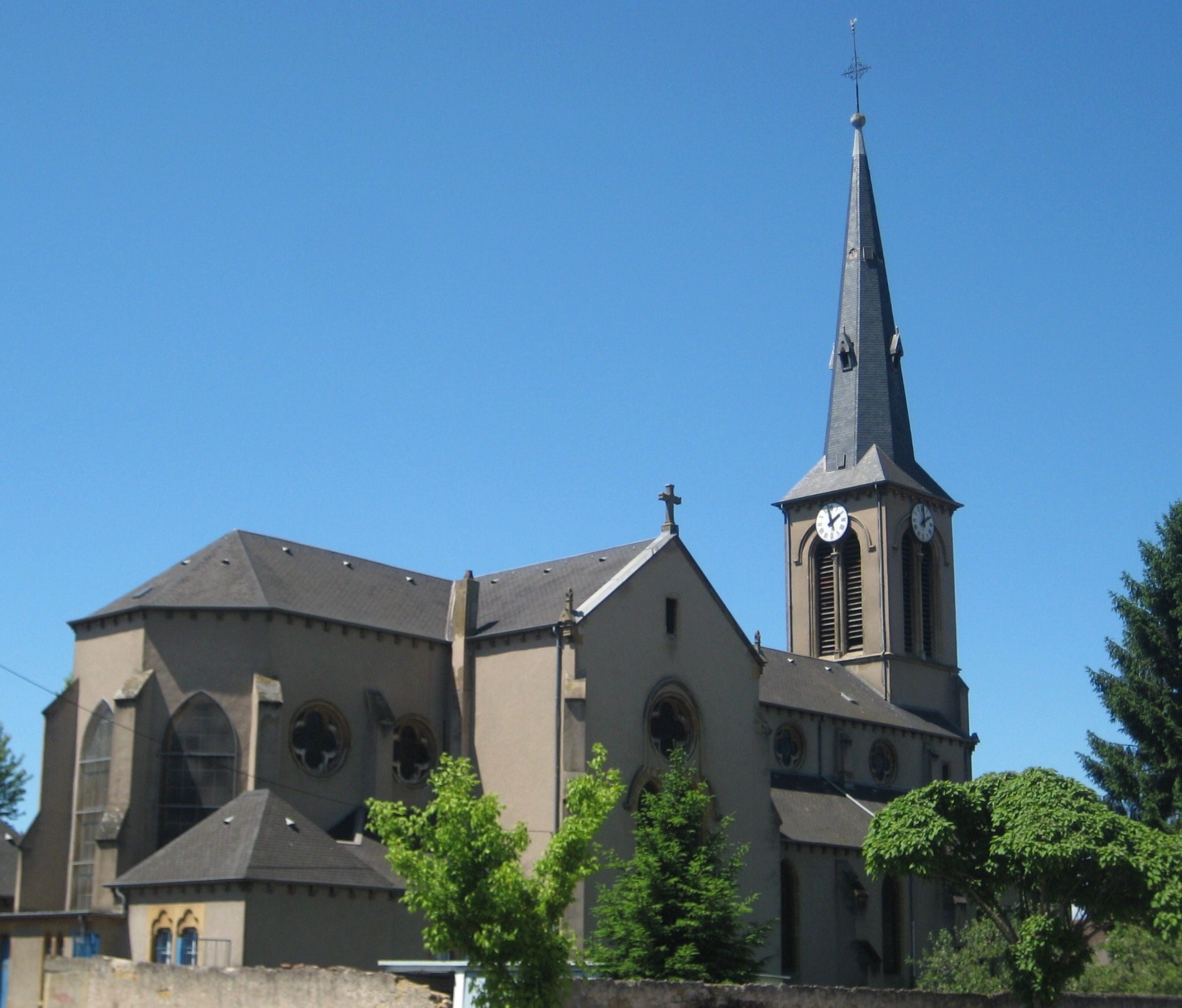
Kirche Sainte-Agathe

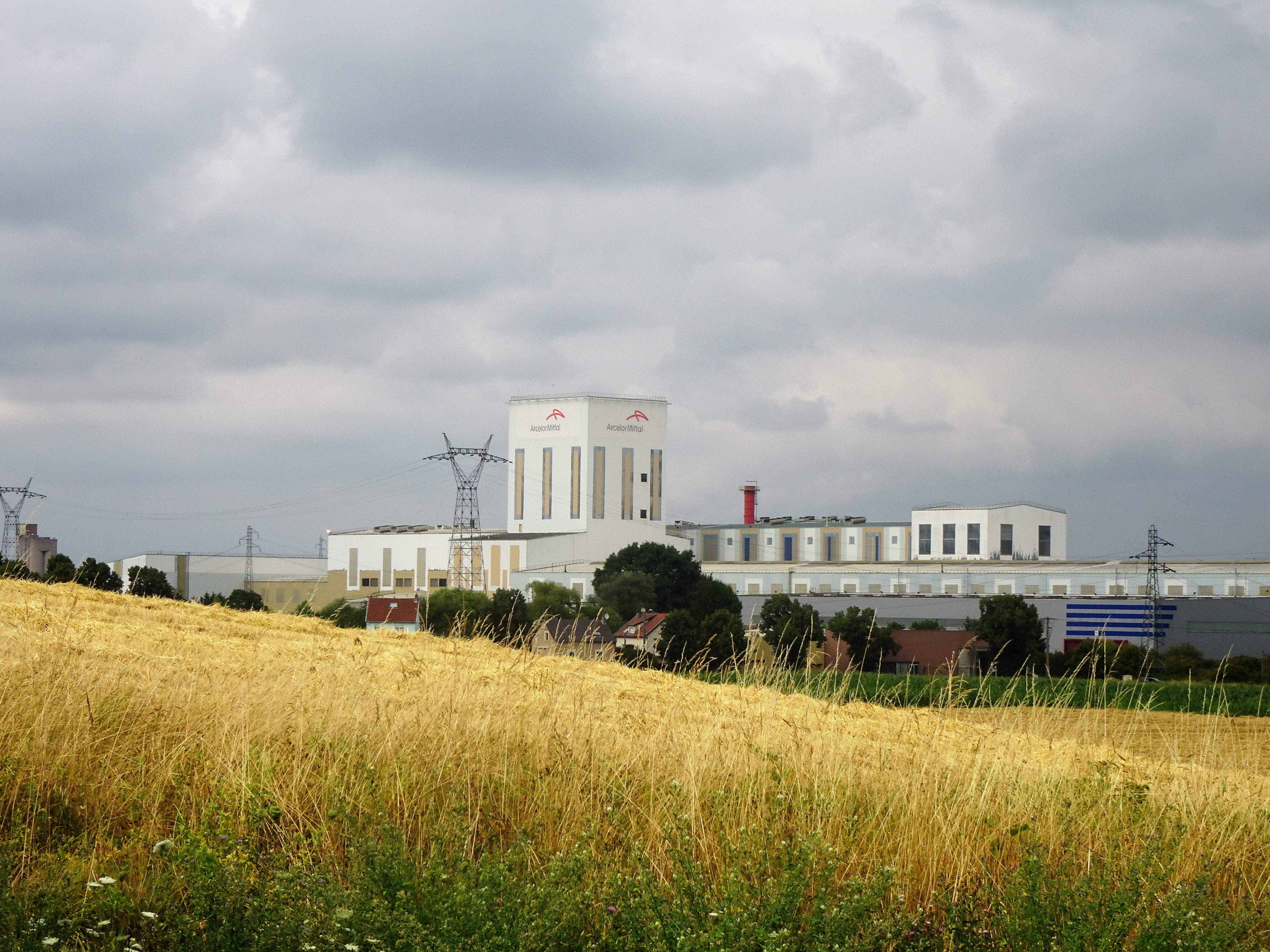
Industrieanlage der Firma ArcelorMittal

## Geschichte
Der Ort ist sehr alt, hier besaßen bereits die Merowinger ein Landgut.  Er wurde erstmals im neunten Jahrhundert als Floriking erwähnt. 893 wird er Floringas curia regia genannt. Bei der Teilung des Kaiserreichs kommt er 1136 an Lothringen, dann an den Grafen von Luxemburg und schließlich an die Grafen von Marck. Kaiser Lothar III. hatte die Herrschaft
und Kaiserpfalz Flörchingen 1136 an Graf Robert von Flörchingen gegeben. Philipp von Flörchingen aus dieser Familie war 1264 Bischof von Metz. Unter Franz I. gelangte ein Mitglied der Familie als Marschall de Fleurange zu Berühmtheit. Eine Reihe verstorbener  Familienmitglieder wurde im Kloster Justemont beigesetzt.
Als Robert von der Marck sich auf dem Reichstag zu Worms 1521 von Karl V. lossagte, wies dieser den Grafen von Nassau an, Burg Flörchingen zu erobern und zu schleifen. Steine der Burgruine dienten später als Baumaterial für die Festung Diedenhofen. Während des Dreißigjährigen Kriegs wurde die Besitzung 1625 an den hessischen Reichsgrafen Adam Philipp von Cronberg vermittelt, der die Herrschaft Flörchingen an seinen Sohn weitervererbte. Durch den Pyrenäenfrieden wurde Florange 1659 Frankreich einverleibt.  1854 wurde Florange an das Eisenbahnnetz angeschlossen.
Durch den Frieden von Frankfurt vom 10. Mai 1871 fiel das Gebiet wieder an Deutschland zurück, wo es dem Reichsland Elsaß-Lothringen angehörte und zuletzt dem Kreis Diedenhofen-West zugeordnet war.
Ende des 19. Jahrhunderts war Flörchingen zweisprachig, wobei Deutsch eher von den älteren Einwohnern gesprochen wurde, während jüngere Einwohner Französisch den Vorzug gaben. Die Schulsprache war Deutsch, in der Kirche wurde jedoch Französisch gesprochen.
Nach dem Ersten Weltkrieg kam Flörchingen aufgrund der  Bestimmungen des Versailler Vertrags nach 47 Jahren an Frankreich. Im Juni 1940 wurde es während des Westfeldzugs von Truppen der Wehrmacht besetzt. Viele junge Männer wurden später zum Kriegsdienst in der Wehrmacht eingezogen. Am 11. September 1944 wurde Flörchingen von im Bündnis mit der Sowjetunion kämpfenden US-amerikanischen Truppen eingenommen, wonach es erneut Frankreich angeschlossen wurde.

### Demographie
| Jahr | Einwohner | Anmerkungen |
| ---- | --------- | --- |
| 1793 | 391       | [ 8 ] |
| 1821 | 809       | [ 8 ] |
| 1841 | 1001      | [ 8 ] |
| 1861 | 1136      | [ 9 ] |
| 1871 | 1329      | auf einer Fläche von 1302 ha, in 263 Gebäuden mit 326 Familien, darunter zwanzig Juden                                  |
| 1872 | 1330      | am 1. Dezember, in 263 Häusern                                                                                          |
| 1880 | 1271      | am 1. Dezember, auf einer Fläche von 1304 ha, in 257 Wohnhäusern, davon 1270 Katholiken und eine protestantische Person |
| 1885 | 1374      | [ 13 ] [ 14 ] |
| 1890 | 1511      | in 272 Häusern mit 340 Haushaltungen, davon 1507 Katholiken und vier Protestanten                                       |
| 1905 | 2119      | [ 13 ] |
| 1910 | 2611      | am 1. Dezember |

| Jahr      | 1962   | 1968   | 1975   | 1982   | 1990   | 1999   | 2007   | 2019   |
| Einwohner | 14.270 | 12.543 | 12.446 | 11.766 | 11.304 | 10.778 | 11.039 | 11.972 |

## Wirtschaft
Der Stahlkonzern ArcelorMittal betrieb in Florange ein Stahlwerk. Am 1. Oktober 2012 wurde die Stilllegung der Hochöfen bekannt gegeben.
Daneben hat der Automobilzulieferer ThyssenKrupp Presta France S.A. hier seinen Sitz, an dem er (Stand 2012?) ungefähr 700 Mitarbeiter beschäftigt.